# Action patrimoine
 (mars 2024).
Si vous disposez d'ouvrages ou d'articles de référence ou si vous connaissez des sites web de qualité traitant du thème abordé ici, merci de compléter l'article en donnant les références utiles à sa vérifiabilité et en les liant à la section « Notes et références ».
Action patrimoine, anciennement le Conseil du monument et des sites du Québec, est un organisme à but non lucratif travaillant à la préservation et à la mise en valeur du patrimoine bâti et des paysages culturels du Québec. 

## Mission et activités
La mission de l'organisme est définie comme suit : « Action patrimoine est un organisme privé à but non lucratif qui œuvre depuis 1975 à protéger, à mettre en valeur et à faire connaître le patrimoine bâti et les paysages culturels du Québec ». Dans le cadre de sa mission, l'organisme organise et participe à plusieurs activités, colloques et formations. L'organisme étant aussi propriétaire de la Maison Henry-Stuart, il veille à sa préservation et en fait l'animation. Action patrimoine fait aussi partie de la Table de concertation des organismes nationaux en patrimoine bâti du Québec. De plus, il est l'organisme de regroupement national reconnu par le ministère de la Culture et des Communications en matière de patrimoine bâti au Québec.

### Colloque annuel
Depuis 2011, Action patrimoine organise des colloques sur des thèmes liés à la préservation et la mise en valeur du patrimoine bâti et des paysages culturels. Ces colloques réunissent des professionnels du milieu du patrimoine, des architectes, des urbanistes, des historiens ainsi que toutes autres personnes concernées par la sauvegarde du patrimoine.
| Année | Thème                                                                                           |
| ----- | ----------------------------------------------------------------------------------------------- |
| 2011  | Pour une meilleure gestion du patrimoine                                                        |
| 2012  | Quartiers ouvriers: planifier, requalifier, mettre en valeur                                    |
| 2013  | Paysages de la vallée du Saint-Laurent: connaître, préserver, transformer dans la continuité    |
| 2014  | Densifier les quartiers anciens: urbaniser, protéger, concilier                                 |
| 2015  | 40 ans de mobilisation                                                                          |
| 2016  | Le fleuve Saint-Laurent, voie des possibles                                                     |
| 2017  | Année sans colloque, Action patrimoine organise le Sommet national du patrimoine bâti du Québec |
| 2019  | Patrimoine bâti, agir au quotidien                                                              |
| 2020  | Patrimoine bâti, du cœur à l'action                                                             |
| 2021  | Patrimoine international, s’inspirer au-delà des frontières                                     |
| 2022  | Patrimoine et territoire, saisir l'opportunité                                                  |
| 2023  | Patrimoine bâti et paysages, choisir la voie durable                                            |
| 2024  | Patrimoine agricole, s'enraciner dans le territoire                                             |

### Comité avis et prises de position
Le comité Avis et prises de position est composé de professionnels (architectes, urbanistes, professionnels du patrimoine, etc.) se réunissant sur une base régulière afin de discuter des dossiers d'actualité en matière de patrimoine bâti et de paysages culturels au Québec. Le comité fait part de ses réflexions à l'aide de prises de position, habituellement envoyées aux propriétaires des lieux et aux autorités concernées.
Le comité s'est par exemple prononcé sur les cas de la Maison Busteed et du Domaine Joly-de-Lotbinière.

### Capture ton patrimoine
Capture ton patrimoine est un concours photographique d'envergure provinciale qui s'adresse aux jeunes d'environ 10 à 17 ans. Ce concours les invite à prendre en photo le patrimoine et les paysages culturels de leur région. Lancé au Québec depuis l'an 2000, ce concours était le volet québécois du concours international Experiència fotogràfica internacional dels monuments. 

### Prix Action patrimoine
La remise des Prix Action patrimoine est un événement bisannuel (ayant lieu tous les deux ans) et dont le but est de souligner les actions de mise en valeur et de sauvegarde du patrimoine bâti. Le prix est composé de trois catégories. La catégorie «Individu» récompense des gens dont les actions au fil des années ont contribué à la sauvegarde et la mise en valeur du patrimoine, tel que Terry Loucks pour son implication dans la conservation d'Arvida. La catégorie «Sauvegarde» récompense des projets exemplaires de conservation ou sauvegarde du patrimoine bâti au Québec, tel que la restauration de la grande ronde de Mansonville. La catégorie «Sensibilisation» récompense des projets ayant contribué de manière considérable à la sensibilisation du patrimoine bâti et des paysages culturels, tel que la mention du projet de cahier d’histoire et de coloriage Patri-colore de la MRC d'Antoine-Labelle. 

## Publications
- État des lieux sur les données d'inventaire du patrimoine bâti au Québec: Action patrimoine, mai 2021. 53 pages.
- Échos du Sommet national du patrimoine bâti du Québec – [Montréal]: Sommet national du patrimoine bâti du Québec, avril 2018. 36 pages
- L'église Saint-Gérard-Majella: un témoin moderne à (re)découvrir / Conception, recherche et rédaction, Émilie Vézina-Doré. – Québec: Action patrimoine, 2016. 43 pages
- La maison Henry-Stuart: le temps retrouvé / Louise Mercier. Collaboration de France Gagnon-Pratte et Marie Nolet. – [Québec]: Éditions Continuité: Conseil des monuments et des sites du Québec, [2008]. 79 pages
- Outremont et son patrimoine: dix circuits de découverte architecturale – Québec: Éditions Continuité: Conseil des monuments et des sites du Québec, 1991. 55 pages